# Sejm zwyczajny 1678/1679
Sejm 1678/1679 – sejm zwyczajny Rzeczpospolita Obojga Narodów został zwołany 15 września 1679 roku do Grodna. 
Sejmik płocki odbył się 6 września 1678 roku, a sejmiki przedsejmowe w województwach odbyły się 3 listopada 1678 roku. 
Marszałkiem sejmu obrano  Franciszka Sapiehę, koniuszego litewskiego. Obrady sejmu trwały od 15 grudnia 1678 do 4 kwietnia  1679 roku. 